# Nawiedzenie Grobu

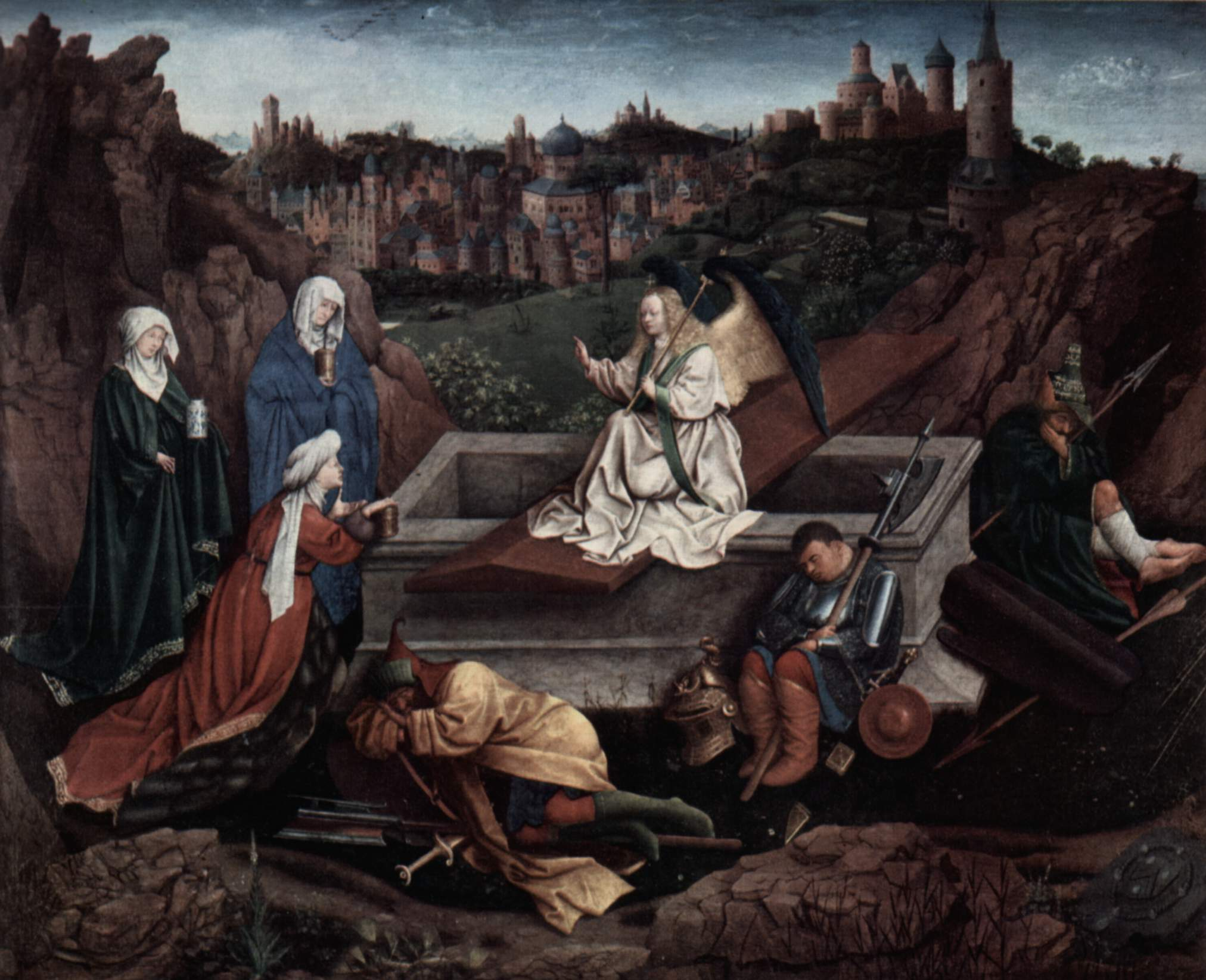
Jan van Eyck, Trzy Marie u grobu, ok. 1420

Nawiedzenie Grobu (łac. Visitatio sepulchri) – średniowieczny scenariusz oficjum z okazji Wielkiego Tygodnia, zachowany w antyfonarzu krakowskim, prawdopodobnie z przełomu XII i XIII w.

## Powstanie i recepcja
Oficjum przedstawia wydarzenia opisane w Biblii, według której w Niedzielę Wielkanocną trzy Marie (Maria Magdalena, Maria Salome i Maria, żona Kleofasa) udały się do grobu Jezusa Chrystusa, by namaścić ciało, jednak nie odnalazły go w grobie. Przy grobie ukazał się im anioł, informujący, że Chrystus zmartwychwstał. Następnie Marie spotkały spieszących do grobu uczniów Jezusa: Piotra i Jana.
Nawiedzenie Grobu jest najstarszym zachowanym w Polsce zapisem oficjum dramatycznego. W XIII i XIV w. widowisko było często realizowane na terenie całego kraju. Kopie oficjum znajdują się m.in. w księgach liturgicznych z Płocka, Kielc i Wrocławia. Znanych jest także 11 odpisów wykonanych na Śląsku między rokiem 1343 a XV w. W antyfonarzu krakowskim, z którego pochodzi Visitatio sepulchri, znajduje się również scenariusz innego dramatu liturgicznego – Procesji na Niedzielę Palmową

## Przebieg oficjum
Oficjum rozgrywa się w różnych częściach kościoła (środek świątyni, droga do zakrystii, chór), wykorzystuje też grób Jezusa, wzniesiony w Wielki Piątek. Scenariusz szczegółowo opisuje przebieg widowiska, m.in. nakazuje ściszenie głosu, określa gest i ruchy. 
Widowisko rozpoczyna się odśpiewaniem jutrzni przez chór kanoników. Następnie śpiewający udają się z prezbiterium na środek kościoła. Po odśpiewaniu ostatniego responsorium kantor intonuje antyfonę  Maria Magdalena et alia Maria (Maria Magdalenia i druga Maria), pełniącą rolę prologu, wskazującego osoby i czas akcji. Jednocześnie z zakrystii wychodzą trzej ubrani w białe szaty (alby) duchowni, niosący puszki z maściami, którzy odgrywają rolę niewiast. Rozpoczyna się dialog między nimi a chłopcami odgrywającymi aniołów, którzy siedzą przy pustym grobie. Duchowni wchodzą do grobu, okadzają go, śpiewając odpowiednie wersy, i odchodzą do zakrystii. Na tym kończy się scena przybycia trzech Marii.
Następnie odgrywana jest scena przybycia uczniów: Piotra i Jana. Chór odśpiewuje antyfonę Currebant duo simul jako objaśniający akcję prolog. Duchowni grający apostołów wchodzą do grobu, wynoszą całuny i rozpościerają je przed wiernymi. Następuje śpiew antyfony Surrexit Dominus de sepulchro (Powstał Pan z grobu), a po niej hymnu Te deum laudamus, intonowanego przez kantora. Po jego zakończeniu następuje werset zamykający widowisko.